# RNA longo não-codificante

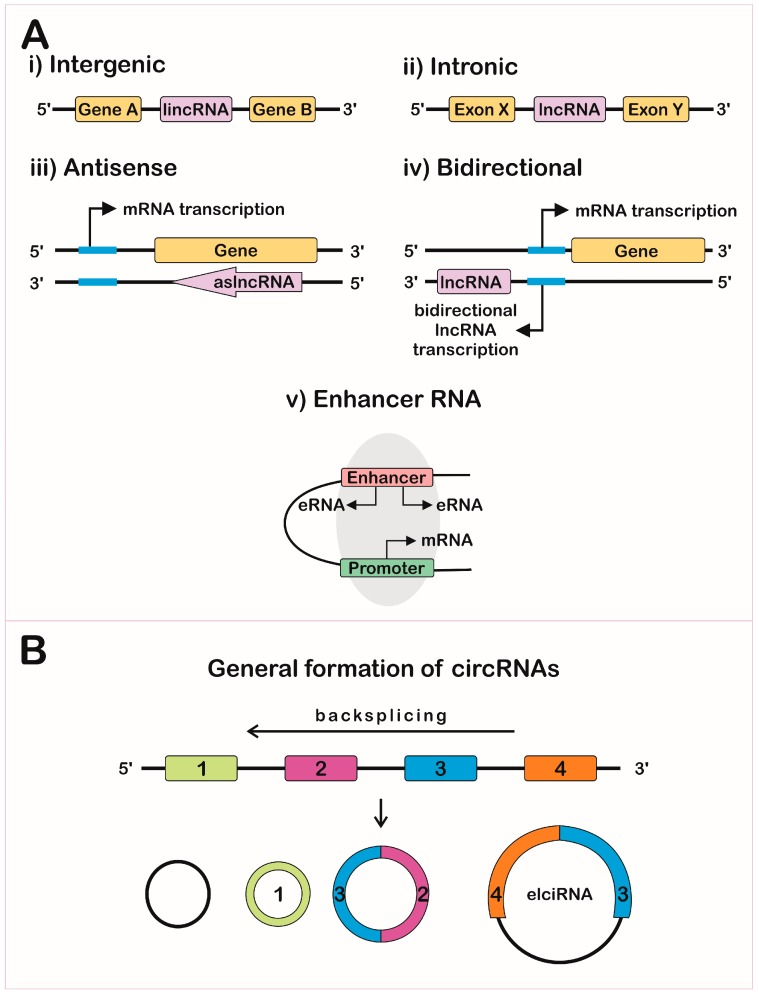
Diferentes tipos de RNAs longos não codificantes.

RNAs longos não codificantes (long noncoding RNAs, lncRNA ) são um tipo de RNA, geralmente definido como transcritos com mais de 200 nucleotídeos que não são traduzidos em proteínas. Este limite arbitrário distingue lncRNAs de pequenos RNAs não codificantes, como microRNAs (miRNAs), pequenos RNAs interferentes (siRNAs), RNAs que interagem com Piwi (piRNAs), pequenos RNAs nucleolares (snoRNAs) e outros RNAs curtos. Os RNAs  longos não codificadores intergênicos/interventores (lincRNAs) são sequências de lncRNA que não se sobrepõem aos genes codificadores de proteínas.
A classe dos RNAs não codificantes longos inclui lincRNAs intergênicos, ncRNAs intrônicos e lncRNAs de sentido e anti-sentido, cada tipo mostrando diferentes posições genômicas em relação a genes e exons .

## Abundância
Em 2007, um estudo descobriu que apenas um quinto da transcrição no genoma humano está associado a genes codificadores de proteínas, indicando pelo menos quatro vezes mais sequências não codificantes longas do que sequências de RNA codificantes. Projetos de sequenciamento de. DNA complementar (cDNA) em larga escala , como o FANTOM, revelam a complexidade dessa transcrição.  O projeto FANTOM3 identificou cerca de 35.000 transcrições não codificantes que carregam muitas assinaturas de RNAs mensageiros, incluindo capeamento 5 ', splicing e poliadenilação, mas têm pouca ou nenhuma estrutura de leitura aberta (ORF).  Este número representa uma estimativa conservadora inferior, uma vez que omitiu muitos transcritos singleton e transcritos não poliadenilados (os dados de tilling arrays mostram que mais de 40% dos transcritos são não poliadenilados). Identificar ncRNAs dentro dessas bibliotecas de cDNA é um desafio, uma vez que pode ser difícil distinguir transcritos codificadores de proteínas de transcritos não codificantes. Foi sugerido por meio de vários estudos que os testículos e os tecidos neurais expressam a maior quantidade de RNAs não codificantes longos de qualquer tipo de tecido. Usando FANTOM5, 27.919 ncRNAs longos foram identificados em várias amostras humanas.
Quantitativamente, os lncRNAs demonstram abundância de expressão ~ 10 vezes menor do que os mRNAs, que é explicado pela maior variação célula a célula dos níveis de expressão dos genes lncRNA nas células individuais, quando comparados aos genes que codificam proteínas. Em geral, a maioria (~ 78%) dos lncRNAs são caracterizados como específicos para tecidos, em oposição a apenas ~ 19% dos mRNAs. Além de maior especificidade de tecido, lncRNAs são caracterizados por maior especificidade de estágio de desenvolvimento e especificidade de subtipo celular em tecidos como o neocórtex humano. Em 2018, uma integração abrangente de lncRNAs de bancos de dados existentes, literatura publicada e novos conjuntos de RNA com base na análise de dados de RNA-seq, revelou que há 270.044 transcritos de lncRNA em humanos.
Em comparação com mamíferos, relativamente poucos estudos enfocaram a prevalência de lncRNAs em plantas. No entanto, um extenso estudo considerando 37 espécies de plantas superiores e seis algas identificou ~ 200.000 transcrições não codificantes usando uma abordagem in-silico que também estabeleceu o Green Non-Coding Database (GreeNC) associado, um repositório de lncRNAs de plantas.

## Organização genômica
Em 2005, a paisagem do genoma dos mamíferos foi descrita como numerosos focos de transcrição (foci) separados por longos trechos de espaço intergênico.  Enquanto alguns ncRNAs longos estão localizados dentro dos trechos intergênicos, a maioria são transcritos senso e anti-senso sobrepostos que frequentemente incluem genes codificadores de proteínas, dando origem a uma hierarquia complexa de isoformas sobrepostas. As sequências genômicas dentro desses focos transcricionais são frequentemente compartilhadas dentro de uma série de transcritos codificadores e não codificantes nas direções sense e antisense  Por exemplo, 3012 de 8961 cDNAs previamente anotados como sequências de codificação truncadas dentro de FANTOM2 foram posteriormente anotados como variantes verdadeiras não codificantes de cDNAs que codificam proteínas.  Embora a abundância e a conservação desses arranjos sugiram que eles têm relevância biológica, a complexidade desses focos impede uma avaliação fácil.
O consórcio GENCODE coletou e analisou um conjunto abrangente de anotações de lncRNA humano e suas organizações genômicas, modificações, localizações celulares e perfis de expressão em tecidos. A análise indica que os lncRNAs humanos apresentam uma tendência para os transcritos de dois exons.

## Ferramentas de identificação de RNAs longos não codificantes
| Name         | Species                            | Web Server | Repository | Input File        | Main Model/Algorithm                           | Training-set | Year Published | Reference |
| ------------ | ---------------------------------- | ---------- | ---------- | ----------------- | ---------------------------------------------- | ------------ | -------------- | --------- |
| RNAsamba     | All                                | RNAsamba   | RNAsamba   | FASTA             | Neural networks                                | YES          | 2020           | [ 18 ]    |
| LGC          | Plant/Animal                       | LGC        |            | FASTA/BED/GTF     | Relationship between ORF length and GC content | NO           | 2019           | [ 19 ]    |
| CPAT         | Human/Fly/Mouse/Zebrafish          | CPAT       | CPAT       | FASTA/BED         | Logistic Regression                            | YES          | 2013           | [ 20 ]    |
| COME         | Plant/Human/Mouse/Fly/Worm         | COME       | COME       | GTF               | Balanced Random Forest                         | YES          | 2017           | [ 21 ]    |
| lncRScan-SVM | Human                              | NA         |            | FASTA/BED/GTF/GFF | Support Vector Machine                         | YES          | 2015           | [ 22 ]    |
| CNCI         | Plant/Animal                       | NA         |            | FASTA/GTF         | Support Vector Machine                         | NO           | 2013           | [ 23 ]    |
| PLEK         | Vertebrate                         | NA         | PLEK       | FASTA             | Support Vector Machine                         | NO           | 2014           | [ 23 ]    |
| FEELnc       | All                                | NA         | FEELnc     | FASTA/GTF         | Random Forest                                  | YES          | 2017           | [ 24 ]    |
| PhyloCSF     | Vertebrate/Fly/Mosquito/Yeast/Worm | NA         |            | FASTA             | Phylogenetic Codon Model                       | YES          | 2011           | [ 25 ]    |
| PLIT         | Plant                              | NA         |            | FASTA             | LASSO/Random Forest                            | YES          | 2018           | [ 26 ]    |
| RNAplonc     | Plant                              | NA         |            | FASTA             | REPTree                                        | YES          | 2018           | [ 27 ]    |
| PLncPRO      | Plant/Animal                       | NA         |            | FASTA             | Random Forest                                  | YES          | 2017           | [ 28 ]    |
| CREMA        | Plant/Animal                       | NA         |            | FASTA             | Ensemble approach                              | YES          | 2018           | [ 29 ]    |
| slncky       | All                                | NA         | slncky     | FASTA/BED         | Evolutionary conservation                      | YES          | 2016           | [ 30 ]    |

## Tradução
Há um debate considerável sobre se alguns lncRNAs foram mal anotados e, na verdade, codificam proteínas. Vários lncRNAs, descobriu-se depois, codificam para peptídeos com função biologicamente significativa. Estudos de perfilamento de ribossomos sugeriram que cerca de 40% a 90% dos lncRNAs anotados são traduzidos, embora haja discordância sobre o método correto para analisar os dados de perfilamento de ribossomos. Além disso, acredita-se que muitos dos peptídeos produzidos por lncRNAs podem ser altamente instáveis e sem função biológica.

## Conservação
Estudos iniciais sobre a conservação de RNAs longos não codificantes observaram que, como uma classe, eles são enriquecidos para elementos de sequência conservados pobres nas taxas de substituição e inserção / deleção e pobres em variantes raras de frequência, indicativo de seleção purificadora mantendo a função biológica. No entanto, investigações adicionais em lncRNAs de vertebrados revelaram que, embora os lncRNAs sejam conservados em sua sequência molecular, eles não são conservados na transcrição. Em outras palavras, mesmo quando a sequência de um lncRNA humano é conservada em relação a outra espécie de vertebrado, muitas vezes não há transcrição de um lncRNA na região genômica ortóloga. Alguns argumentam que essas observações sugerem a não-funcionalidade da maioria dos lncRNAs, enquanto outros argumentam que podem ser indicativos de uma rápida seleção adaptativa específica da espécie.
Embora a rotatividade (turnover) da transcrição do lncRNA seja muito maior do que o inicialmente esperado, é importante notar que, ainda assim, centenas de lncRNAs são conservados no nível da sequência. Houve várias tentativas de delinear diferentes categorias de assinaturas de seleção, incluindo: lncRNAs com conservação de sequência forte em todo o comprimento do gene, lncRNAs em que apenas uma parte do transcrito (por exemplo, extremidade 5 ', locais de splice) é conservado, e lncRNAs que são transcritos de regiões sintênicas do genoma, mas não têm similaridade de sequência reconhecível. Além disso, tem havido tentativas de identificar estruturas secundárias conservadas em lncRNAs, embora esses estudos atualmente tenham dado lugar a resultados conflitantes.

## Funções
Apesar do acúmulo de evidências de que a maioria dos RNAs longos não codificantes em mamíferos são provavelmente funcionais, apenas uma proporção relativamente pequena demonstrou ser biologicamente relevante. Alguns lncRNAs foram funcionalmente anotados no LncRNAdb (um banco de dados da literatura descrito como lncRNAs), a maioria deles sendo descritos em humanos. As funções de outros lncRNAs com evidências experimentais foram anotados com curadoria comunitária na LncRNAWiki (uma wiki  de conteúdo aberto publicamente editável para curadoria comunitária de lncRNAs humanos)  em relação aos mecanismos funcionais e associações de doenças, que podem também pode ser acessado no LncBook. De acordo com a curadoria de mecanismos funcionais de lncRNAs com base na literatura, relata-se extensivamente que os lncRNAs estão envolvidos na regulação da transcrição. Um outro estudo de sequenciamento em grande escala fornece evidências de que muitos transcritos considerados lncRNAs podem, de fato, ser traduzidos em proteínas .

### Na regulação da transcrição gênica

#### Na transcrição específica de genes
Em eucariotos, a transcrição do RNA é um processo rigidamente regulado. Os RNAs não codificadores atuam sobre diferentes aspectos desse processo, direcionano-se a moduladores transcricionais, RNA polimerase (RNAP) II e até mesmo o duplex de DNA para regular a expressão gênica.
Os NcRNAs modulam a transcrição por vários mecanismos, incluindo o funcionamento de si próprios como co-reguladores, modificando a atividade de fatores de transcrição ou regulando a associação e a atividade dos co-reguladores. Por exemplo, o RNA não codificador Evf-2 funciona como um coativador para o fator de transcrição homeobox Dlx2, que desempenha papéis importantes no desenvolvimento do prosencéfalo e naneurogênese. A proteína Sonic Hedgehog induz a transcrição de Evf-2 a partir de um elemento de ultra-conservado localizado entre as Dlx5 e DLX6 genes durante o desenvolvimento do cérebro anterior. Evf-2 então recruta o fator de transcrição Dlx2 para o mesmo elemento ultraconservado pelo qual Dlx2 subsequentemente induz a expressão de Dlx5. A existência de outros elementos similares ultra ou altamente conservados dentro do genoma de mamíferos que são transcritos e cumprem funções intensificadoras sugere que Evf-2 pode ser ilustrativo de um mecanismo generalizado que regula genes de desenvolvimento com padrões de expressão complexos durante o crescimento de vertebrados. De fato, a transcrição e a expressão de elementos ultraconservados não codificantes semelhantes mostraram ser anormais na leucemia humana e contribuir para a apoptose em células de câncer de cólon, sugerindo seu envolvimento na tumorigênese.
Os ncRNAs locais também podem recrutar programas de transcrição para regular aexpressão de genes codificadores de proteínas adjacentes. Por exemplo, lncRNAs divergentes que são transcritos na direção oposta aos genes codificadores de proteínas próximos (~ 20% do total de lncRNAs em genomas de mamíferos) possivelmente regulam a transcrição de genes reguladores de desenvolvimento essenciais adjacentes próximos em células pluripotentes.
A proteína TLS de ligação ao RNA  se liga e inibe a proteína que se liga a CREB e aatividade da histona acetiltransferase p300 no seu alvo, a ciclina D1. O recrutamento de TLS para o promotor da ciclina D1 é dirigido por RNAs longos não codificantesexpressos em níveis baixos e amarrados às regiões reguladoras 5' em resposta a sinais de danos ao DNA. Além disso, esses ncRNAs locais atuam cooperativamente como ligantes para modular as atividades de TLS. Em um sentido amplo, esse mecanismo permite que a célula aproveite proteínas de ligação a RNA para regular programas de transcrição. Certos ncRNAs longos nascentes aumentam a atividade da proteína de ligação ao CREB, que por sua vez aumenta a transcrição desse ncRNA. Um estudo descobriu que um lncRNA na direção antisenso da apolipoproteína A1 (APOA1) regula a transcrição de APOA1 por meio de modificações epigenéticas.
Evidências recentes levantaram a possibilidade de que a transcrição de genes que escapam da inativação do X pode ser mediada pela expressão de  RNAs longos não codificante dentro dos domínios cromossômicos escapantes.

#### Regulando a maquinaria de transcrição basal
Os RNAs longos não codificantes também têm como alvo fatores de transcrição gerais necessários para a transcrição RNAP II de todos os genes. Esses fatores gerais incluem componentes do complexo de iniciação que se agrupam em promotores ou envolvidos no alongamento da transcrição. Um ncRNA transcrito de um promotor menor a montante do gene di-hidrofolato redutase (DHFR) forma um triplex de RNA-DNA estável dentro do promotor principal de DHFR para prevenir a ligação do cofator de transcrição TFIIB. Este novo mecanismo de regulação da expressão gênica pode representar um método difundido de controle do uso do promotor, uma vez que existem milhares de triplexes de RNA-DNA no cromossomo eucariótico. O U1 ncRNA pode induzir a transcrição ligando-se a e estimulando TFIIH para fosforilar o domínio C-terminal de RNAP II. Em contraste, o ncRNA 7SK é capaz de reprimir o alongamento da transcrição, em combinação com HEXIM1/2, formando um complexo inativo que impede PTEFb de fosforilar o domínio C-terminal de RNAP II, reprimindo o alongamento global sob condições estressantes. Esses exemplos, que contornam modos específicos de regulação em promotores individuais, fornecem um meio de afetar rapidamente as mudanças globais na expressão gênica.
A capacidade de mediar mudanças globais também é aparente na expressão rápida de sequências repetitivas não codificantes. Os elementos Alu nucleares intercalados curtos ( SINE) em humanos e elementos B1 e B2 análogos em camundongos conseguiram se tornar os elementos móveis mais abundantes nos genomas, compreendendo ~ 10% do genoma humano e ~ 6% do camundongo, respectivamente. Esses elementos são transcritos como ncRNAs por RNAP III em resposta a estresses ambientais, como choque térmico, onde eles então se ligam a RNAP II com alta afinidade e evitam a formação de complexos de pré-iniciação ativos. Isso permite a repressão ampla e rápida da expressão gênica em resposta ao estresse.
Uma dissecção das sequências funcionais dentro dos transcritos de RNA Alu traçou uma estrutura modular análoga à organização de domínios em fatores de transcrição de proteínas. O RNA Alu contém dois 'braços', cada um dos quais pode se ligar a uma molécula RNAP II, bem como dois domínios reguladores que são responsáveis pela repressão transcricional de RNAP II in vitro. Esses dois domínios fracamente estruturados podem até mesmo ser concatenados a outros ncRNAs, como elementos B1, para transmitir seu papel repressivo. A abundância e distribuição de elementos Alu e elementos repetitivos semelhantes ao longo do genoma dos mamíferos podem ser parcialmente devido a esses domínios funcionais serem cooptados em outros ncRNAs longos durante a evolução, com a presença de domínios de sequência de repetição funcional sendo uma característica comum de vários longos ncRNAs incluindo Kcnq1ot1, Xlsirt e Xist.
Além do choque térmico, a expressão dos elementos SINE (incluindo RNAs Alu, B1 e B2) aumenta durante o estresse celular, como a infecção viral em algumas células cancerosas onde podem regular de forma semelhante mudanças globais na expressão gênica. A capacidade dos RNAs Alu e B2 de se ligar diretamente ao RNAP II fornece um amplo mecanismo para reprimir a transcrição. No entanto, há exceções específicas a essa resposta global, onde RNAs Alu ou B2 não são encontrados em promotores ativados de genes em indução, como os genes de choque térmico. Esta hierarquia adicional de regulação que isenta genes individuais da repressão generalizada também envolve um RNA longo não codificante, o HSR-1. Foi argumentado que o HSR-1 está presente em células de mamíferos em um estado inativo, mas sob estresse é ativado para induzir a expressão de genes de choque térmico . Essa ativação envolve uma alteração conformacional de HSR-1 em resposta ao aumento da temperatura, permitindo sua interação com o ativador transcricional HSF-1, que trimeriza e induz a expressão de genes de choque térmico. Em sentido amplo, estes exemplos ilustram um circuito regulador aninhado em ncRNAs em que os RNAs Alu ou B2 reprimem a expressão gênica geral, enquanto outros ncRNAs ativam a expressão de genes específicos.

#### Transcrito por RNA polimerase III
Muitos dos ncRNAs que interagem com fatores de transcrição gerais ou RNAP II (incluindo 7SK, Alu e B1 e B2 RNAs) são transcritos por RNAP III, desacoplando sua expressão de RNAP II, que eles regulam. RNAP III também transcreve outros ncRNAs, como BC2, BC200 e alguns microRNAs e snoRNAs, além de genes ncRNA de manutenção, como tRNAs, rRNAs 5S e snRNAs. A existência de um transcriptoma de ncRNA dependente de RNAP III que regula sua contraparte dependente de RNAP II é suportada pela descoberta de um conjunto de ncRNAs transcritos por RNAP III com homologia de sequência para genes codificadores de proteínas. Isso levou os autores a postular uma rede reguladora funcional 'cogene / gene', mostrando que um desses ncRNAs, 21A, regula a expressão de seu gene parceiro antisense, CENP-F em trans.

### Na regulação pós-transcricional
Além de regular a transcrição, os ncRNAs também controlam vários aspectos do processamento de mRNA pós-transcricional. Semelhante a pequenos RNAs reguladores, como microRNAs e snoRNAs, essas funções geralmente envolvem o emparelhamento de bases complementares com o mRNA alvo. A formação de duplexes de RNA entre o ncRNA complementar e o mRNA pode esconder elementos-chave dentro do mRNA necessários para ligar fatores de ação trans, potencialmente afetando etapas da expressão gênica pós-transcricional, incluindo processamento e splicing pré-mRNA, transporte, tradução e degradação.

#### No splicing
O splicing de mRNA pode diversificar funcionalmente o repertório de proteínas que cada mRNA pode codificar. O mRNA Zeb2 requer a retenção de um intron 5'UTR que contém um local de entrada do ribossomo interno (IRES) para uma tradução eficiente. A retenção do íntron depende da expressão de um transcrito antisense que complementa o sítio de splice 5 'intrônico. Portanto, a expressão ectópica do transcrito antisense reprime o splicing e induz a tradução do mRNA de Zeb2 durante o desenvolvimento mesenquimal. Da mesma forma, a expressão de um transcrito de Rev-ErbAa2 antisense sobreposto controla o splicing alternativo do mRNA do receptor ErbAa2 do hormônio tireoidiano para formar duas isoformas antagonistas.

#### Na tradução
Os RNAs não codificantes também auxiliam a regular a tradução, uma propriedade particularmente explorada em neurônios onde a tradução dendrítica ou axonal do mRNA em resposta à atividade sináptica contribui para mudanças na plasticidade sináptica e a remodelação das redes neuronais. Os ncRNAs BC1 e BC200 transcritos RNAP III, que anteriormente derivados de tRNAs, são expressos no sistema nervoso central de camundongo e humano, respectivamente. A expressão de BC1 é induzida em resposta à atividade sináptica e sinaptogênese e é direcionada especificamente para dendritos em neurônios. A complementaridade da sequência entre BC1 e regiões de vários mRNAs específicos de neurônios também sugere um papel para BC1 na repressão translacional direcionada. De fato, foi recentemente demonstrado que BC1 está associado à repressão translacional em dendritos para controlar a eficiência da transmissão mediada pelo receptor D2 de dopamina no corpo estriado e camundongo sem o RNA BC1 exibem mudanças comportamentais com exploração reduzida e aumento da ansiedade.

#### Na regulação gênica dirigida por siRNA
Além de esconder elementos chave, a formação de duplexes de RNA de fita dupla também pode fornecer um substrato para a geração de siRNAs endógenos (endo-siRNAs), ao menos em Drosophila e oócitos de camundongo. O emparelhamento de sequências complementares, como regiões anti-sentido ou repetitivas entre os transcritos, forma um duplex de RNA que pode ser processado por Dicer-2 em endo-siRNAs. Além disso, os RNAs longos não codificantes que formam grampos (hairpins) intramoleculares podem ser processados em siRNAs, convincentemente ilustrados pelos transcritos esi-1 e esi-2. Endo-siRNAs gerados a partir desses transcritos parecem particularmente úteis na supressão da propagação de elementos de transposon móveis dentro do genoma na linha germinativa. No entanto, a geração de endo-siRNAs a partir de transcritos antisense ou pseudogenes também pode silenciar a expressão de suas contrapartes funcionais via complexos efetores RISC, agindo como um nó importante que integra vários modos de regulação de RNA longo e curto, conforme exemplificado por Xist e Tsix

### Na regulação epigenética
Modificações epigenéticas, incluindo metilação de histona e DNA, acetilação e sumoilação de histonas, afetam muitos aspectos da biologia cromossômica, principalmente incluindo a regulação de um grande número de genes por meio do remodelamento de domínios da cromatina. Embora já se saiba há algum tempo que o RNA é um componente integral da cromatina, é apenas recentemente que começamos a avaliar os meios pelos quais o RNA está envolvido nas vias de modificação da cromatina. Por exemplo, Oplr16 induz epigeneticamente a ativação de fatores centrais de células-tronco coordenando a alça intracromossômica e o recrutamento de DNA desmetilase TET2.
Em moscas Drosophila, RNAs longos não codificantes induzem a expressão do gene homeótico, Ubx, direcionando a proteína tritórax Ash1 para elementos reguladores Hox. Modelos semelhantes foram propostos em mamíferos, onde se acredita que fortes mecanismos epigenéticos estão subjacentes aos perfis de expressão embrionária dos genes Hox que persistem ao longo do desenvolvimento humano. De fato, os genes Hox humanos estão associados a centenas de ncRNAs que são sequencialmente expressos ao longo dos eixos espacial e temporal do desenvolvimento humano e definem os domínios da cromatina de metilação diferencial de histonas e acessibilidade de RNA polimerase. Um RNA longo, denominado HOTAIR, que se origina do locus HOXC reprime a transcrição em 40 kb do locus HOXD alterando o estado de trimetilação da cromatina. Acredita-se que HOTAIR consiga isso direcionando a ação dos complexos de remodelação da cromatina Polycomb em trans para governar o estado epigenético das células e a expressão gênica subsequente. Os componentes do complexo Polycomb, incluindo Suz12, EZH2 e EED, contêm domínios de ligação de RNA que podem potencialmente ligar HOTAIR e provavelmente outros RNAs semelhantes. Este exemplo ilustra como RNAs recrutam um conjunto de proteínas modificadoras da cromatina para loci genômicos específicos, ressaltando a complexidade dos mapas genômicos. De fato, a prevalência de RNAs longos associados a genes de proteínas pode contribuir para padrões  que regulam a expressão gênica durante o desenvolvimento. Por exemplo, a maioria dos genes que codificam proteínas têm parceiros antisense, incluindo muitos genes supressores de tumor que são frequentemente silenciados por mecanismos epigenéticos no câncer, como a expressão inversa do gene p15 e um ncRNA antisense em caos de leucemia. Uma análise detalhada mostrou que o ncRNA antisense CDKN2BAS foi capaz de induzir alterações no estado de heterocromatina e metilação do DNA de p15, regulando assim a expressão de p15. Portanto, a expressão  dos ncRNAs antisense associados pode silenciar o gene supressor de tumor que contribui para o câncer .

#### Imprinting
Muitos temas emergentes da modificação da cromatina dirigida por ncRNA foram aparentes pela primeira vez dentro do fenômeno de imprinting (impressão), pelo qual apenas um alelo de um gene é expresso tanto do cromossomo materno quanto paterno. Em geral, os genes impressos são agrupados em cromossomos, sugerindo que o mecanismo de impressão atua sobre os domínios cromossômicos locais ao invés de genes individuais. Esses agrupamentos também são frequentemente associados a ncRNAs longos, cuja expressão está correlacionada com a repressão do gene codificador de proteína ligada no mesmo alelo. Na verdade, uma análise detalhada revelou um papel crucial para os ncRNAs Kcnqot1 e Igf2r/Air no direcionamento da impressão.
Quase todos os genes nos loci Kcnq1 são herdados a partir do DNA da mãe, exceto o que cofidifica para o RNA antisense Kcnqot1, expresso paternalmente. Camundongos transgênicos com Kcnq1ot truncado não conseguem silenciar os genes adjacentes, sugerindo que Kcnqot1 é crucial para a impressão de genes no cromossomo paterno. O Kcnqot1 é capaz de direcionar a trimetilação da lisina 9 (H3K9me3) e 27 da histona 3 (H3K27me3 ) para um centro de impressão genomica que se sobrepõe ao promotor Kcnqot1. Semelhante ao HOTAIR , os complexos Polycomb são recrutados para o cromossomo paterno do loci Kcnq1, onde eles podem mediar o silenciamento do gene por meio da metilação das histonas.
Um centro de impressão ambém se sobrepõe ao promotor o RNA antisense Air, responsável pelo silenciamento de genes vizinhos no locus Igf2r no cromossomo paterno. A presença de metilação de histona específica de alelo no locus Igf2r sugere que o ar também medeia o silenciamento via modificação da cromatina.

#### Inativação do cromossomo X
A inativação de um cromossomo X em fêmeas de mamíferos placentários é dirigida por um dos primeiros e mais bem caracterizados ncRNAs longos, Xist. A expressão de Xist do futuro cromossomo X inativo, e seu subsequente revestimento do cromossomo X inativo, ocorre durante a diferenciação de células-tronco embrionárias no início. A expressão de Xist é seguida por camadas irreversíveis de modificações da cromatina que incluem a perda da acetilação da histona (H3K9) e metilação de H3K4 que estão associadas à cromatina ativa e a indução de modificações repressivas da cromatina. Essas modificações coincidem com o silenciamento transcricional dos genes ligados ao X. O RNA Xist também localiza a variante histona macroH2A no cromossomo X inativo. Existem RNAs adicionais que também estão presentes nos loci Xist, incluindo um transcrito antisense Tsix, que é capaz de reprimir a expressão de Xist pela geração de siRNA endógeno. Juntos, esses ncRNAs garantem que apenas um cromossomo X esteja ativo nas fêmeas de mamíferos.

#### RNAs não codificantes teloméricos
Os telômeros formam a região terminal dos cromossomos dos mamíferos e são essenciais para a estabilidade e o envelhecimento, e desempenham papéis centrais em doenças como o câncer. Os telômeros eram o considerados partes inertes dos cromossomos até que foi demonstrado, no final dos anos 2000, que as repetições teloméricas podem ser transcritas como RNAs teloméricos (TelRNAs). Esses RNAs são heterogêneos em comprimento, transcritos de vários loci subteloméricos e fisicamente localizados nos telômeros. Sua associação com a cromatina, que sugere um papel na regulação das modificações específicas dos telômeros. Além disso, os TelRNAs bloqueiam a atividade da telomerase in vitro e podem, portanto, regular sua atividade.

### Na regulação do tempo de replicação do DNA e estabilidade cromossômica
Os RNAs autossômicos de replicação assíncrona (ASARs) são RNAs não codificantes muito longos (~ 200kb) que não são processados por splicing nem poliadenilados, e são necessários para o tempo correto da replicação do DNA e estabilidade cromossômica. A deleção de qualquer um dos loci genéticos contendo ASAR6, ASAR15 ou ASAR6-141 resulta na retardação do tempo de replicação e condensação mitótica (DRT/DMC) de todo o cromossomo. O DRT/DMC resulta em erros de segregação cromossômica que levam ao aumento da frequência de rearranjos secundários e um cromossomo instável. Semelhante ao Xist, os ASARs mostram expressão monoalélica aleatória e existem em domínios de replicação de DNA assíncronos. Embora o mecanismo de função do ASAR ainda esteja sob investigação, existe a hipótese de que eles funcionam por meio de mecanismos semelhantes aos do lncRNA Xist, mas em domínios autossômicos menores, resultando em alterações específicas de alelos na expressão gênica.
O reparo incorreto de quebras de fita dupla de DNA (DSB), levando a rearranjos cromossômicos, é uma das principais causas da oncogênese. Vários lncRNAs são cruciais nos diferentes estágios das principais vias de reparo de DSB em células eucarióticas: união de extremidades não homólogas (NHEJ) e reparo direcionado por homologia (HDR). Mutações genéticas ou variação nos níveis de expressão de tais RNAs podem levar a defeitos locais de reparo do DNA, aumentando a frequência de aberrações cromossômicas. Além disso, foi demonstrado que alguns RNAs podem estimular rearranjos cromossômicos de longo alcance.

## No envelhecimento e na doença
A descoberta de que os RNAs longos funcionam em vários aspectos da biologia celular levou a pesquisas sobre seu papel nas doenças. Dezenas de milhares de lncRNAs estão potencialmente associados a doenças com base em evidências multiômicas.
O primeiro relatório publicado de uma alteração na abundância de lncRNA no envelhecimento e em doenças neurológicas humanas foi fornecido por Lukiw et al. em um estudo usando tecidos post-mortem de pacientes com doença de Alzheimer e demência não-Alzheimer (NAD) ; este trabalho inicial foi baseado na identificação prévia de um transcrito citoplasmático específico do cérebro de primata da família de repetiçõe Alu em 1987 conhecido como BC200 (brain, cytoplasm, 200 nucleotídeo).
Embora muitos estudos de associação tenham identificado a expressão incomum de RNAs longos em estados de doença, há pouca compreensão de seu papel em causar doenças. As análises de expressão que comparam células tumorais e células normais revelaram mudanças na expressão de RNAs em várias formas de câncer. Por exemplo, em tumores de próstata, PCGEM1 está correlacionado com o aumento da proliferação, sugerindo um envolvimento na regulação do crescimento celular. MALAT1 (também conhecido como NEAT2) foi originalmente identificado como um RNA expresso abundantemente durante a metástase de câncer de pulmão de células não pequenas em estágio inicial e sua superexpressão é um marcador de prognóstico precoce para taxas de sobrevida. Foi demonstrado que RNAs como HEAT2 ou KCNQ1OT1 são regulados no sangue de pacientes com doenças cardiovasculares, como insuficiência cardíaca ou doença arterial coronariana e, além disso, predizem eventos de doença cardiovascular. Mais recentemente, verificou-se que o homólogo de camundongo altamente conservado de MALAT1 era altamente expresso no carcinoma hepatocelular . Também foram relatados ncRNAs antisense intrônicos com expressão correlacionada ao grau de diferenciação tumoral em amostras de câncer de próstata. Apesar de váriosRNAs longos terem expressão aberrante no câncer, sua função e papel potencial na tumorigênese são relativamente desconhecidos. Por exemplo, os RNAs HIS-1 e BIC  estão relacionados ao desenvolvimento do câncer, mas sua função em células normais é desconhecida. Além do câncer, os ncRNAs também exibem expressão aberrante em outros estados de doença. A superexpressão de PRINS está associada à susceptibilidade à psoríase, com a expressão de PRINS elevada na epiderme não envolvida de pacientes com psoríase em comparação com lesões psoriáticas e epiderme saudável.
Análises de genoma revelaram que muitas regiões ultraconservadas exibem perfis distintos em vários estados de câncer humano. Uma análise de leucemia linfocítica crônica, carcinoma colorretal e carcinoma hepatocelular mostrou, para amostras dos 3 tipos, perfis de expressão aberrante para RNAs ultraconservados em relação às células normais. Uma análise mais aprofundada de um RNA ultraconservado sugeriu que ele se comporta como um oncogene, atenuando a apoptose e, subsequentemente, expandindo o número de células malignas em cânceres colorretais. Muitos desses locais ultraconservados transcritos que exibem assinaturas distintas no câncer são encontrados em locais frágeis e regiões genômicas associadas ao câncer. Parece provável que a expressão aberrante desses ncRNAs ultraconservados em processos malignos resulta de funções importantes que eles desempenham no desenvolvimento humano normal.
Diversos polimorfismos de nucleotídeo único (SNPs) associados a doenças foram mapeados em RNAs longos. Por exemplo, SNPs relacionados a infarto do miocárdio foram mapeados ao RNA MIAT. Da mesma forma, estudos de GWAS identificaram uma região associada à doença arterial coronariana que englobava um longo RNA, ANRIL . O ANRIL é expresso em tecidos e tipos de células afetados pela aterosclerose e sua expressão alterada está associada a um alto risco para doença arterial coronariana.
Outro exemplo é um SNP no gene ZFAT e no promotor de um transcrito antisense aumenta a expressão de ZFAT não por meio do aumento da estabilidade do mRNA, mas sim pela repressão da expressão do transcrito antisense.
De maneira semelhante, um ncRNA longo antisense que regula a expressão do gene BACE1, uma enzima crucial na etiologia da doença de Alzheimer, exibe expressão elevada em várias regiões do cérebro em indivíduos com doença de Alzheimer. Em outro exemplo, a indução de um transcrito antisense por uma mutação genética levou à metilação do DNA e ao silenciamento dos genes sense, causando β-talassemia em um paciente.
Ao lado de seu papel na mediação de processos patológicos, RNAs longos não codificadores desempenham um papel na resposta imune à vacinação, conforme identificado tanto para a vacina contra influenza quanto para a vacina contra a febre amarela .